# Luís Filipe Aguilar
Luís Filipe Tavares de Melo de Aguilar (Lisboa, São Sebastião da Pedreira, 16 de setembro de 1951) é um encenador, pedagogo, autor, formador de formadores e professor universitário português.

## Biografia

### Formação Académica
É licenciado em Teatro - Encenação e Direção de Atores (1971-1976) pela Escola Superior de Teatro do Conservatório Nacional de Lisboa, atual Escola Superior de Teatro e Cinema de Lisboa. Em 1989 obteve um Mestrado em Ciências da Educação pela Universidade de Montreal (especialização em Didática) com menção de excelência, no qual defendeu a dissertação Le jeu dramatique spontané au jardin d'enfants : étude théorique descriptive d'un projet éducatif. Doutoramento em Ciências da Educação (especialização em Psicopedagogia e Andragogia) pela Universidade de Montreal (WIP).

### Atividade Docente
Iniciou a a sua carreira de docente como professor de Técnicas de Animação e Interpretação e de Educação pela Arte na Escola Superior de Teatro do Conservatório Nacional de Lisboa onde trabalhou entre 1976 e 1978. Nesse mesmo ano e até 1984 foi professor de Expressão Dramática na Escola do Magistério Primário de Faro e de 1984 até 1995 na Escola Superior de Educação da Universidade do Algarve. No Canadá, entre 2000 e 2016, foi professor Convidado de Língua Portuguesa e Culturas Lusófonas do Departamento de Literaturas e Línguas do Mundo da Universidade de Montreal e Docente do Camões, Instituto da Cooperação e da Língua.

### Cargos Diretivos
- Presidente do Conselho Diretivo da Escola Superior de Teatro do Conservatório Nacional de Lisboa com Augusto Boal e Amílcar Martins e membro da Conselho de Gestão (1976-1978).
- Diretor do Teatro Laboratório de Faro (1979-1989).
- Presidente da  A.T.A.D.T. - Associação Técnica e Artística de Descentralização Teatral.
- Diretor da Escola do Magistério Primário de Faro (1980-1984).
- Adjunto do Reitor Jacinto Montalvão Marques na Universidade do Algarve (1990-1993).
- Diretor do Curso de Estudos Lusófonos da Universidade de Montreal (2001-2016).
- Membro do Conselho Científico da Cátedra de Cultura Portuguesa da Universidade de Montreal (2008- 2014).

### Bolsas de Estudo
- Bolsa para estudos de licenciatura da Fundação Calouste Gulbenkian (1971-1974).
- Bolsa para estudos de mestrado da Universidade do Algarve (1987-1989).
- Bolsa para estudos de doutoramento da Fundação para a Ciência e a Tecnologia (1989-1990)
- Bolsa de isenção do pagamento de propinas do Ministério da Educação do Quebeque, Canadá (1995-1999).

### Investigação-Ação
Formação psicopedagógica de professores e formação de formadores pela arte e comunicação em vários centros de formação no Algarve – Lagos, Loulé, Olhão, Portimão, Albufeira (1993-2008).
Pesquisa em âmbitos diversos: criação de um método centrado na comunicação para o ensino e aprendizagem do Português Língua Estrangeira, estudo sobre modelos inovadores de formação de professores de línguas estrangeiras e a teorização das atividades dramáticas, enquanto processo comunicativo, artístico, didático, sociocultural, psicológico e pedagógico e a sua aplicação em vários domínios da atividade humana: Educação (Expressão Dramática), Arte (Teatro), Animação Sociocultural (Simulação, Instalação, happenning) e Desenvolvimento Pessoal (Formação de Recursos Humanos) (2000-2020).

## Tradução
- Tradução do francês para Português com Vitália Rodrigues da Charte montréalaise des droits et responsabilités[3] para a Ville de Montréal (2010).
- Tradução do francês para Português de Rencontres: la communauté portugaise de Montréal, 50 ans de voisinage/Encontros: A Comunidade Portuguesa de Montreal, 50 Anos de Vizinhança, da revista bilingue para o Centre d´Histoire de Montréal (2003).

## Produção Artística
- Angélica Às Portas do Céu de Eduardo Blanco-Amor (1981).
- Guerra Nossa, espetáculo baseado no texto de Fernando Arrabal Pic-Nic com que inaugurou o anfiteatro ao ar livre do Instituto Politécnico da Universidade do Algarve (1981).
- El Rei Dom Sebastião[4], texto coletivo (1982).
- A Boda dos Pequeno-Burgueses de Bertolt Brecht (1983).
- O Marinheiro[5] de Fernando Pessoa (1984).
- Femina Sapiens[6], colagem de textos (1984).
- O Amor de Dom Perlimplim Amais Beliza em seu Jardim[7] de Federico Garcia Lorca, tradução de António Quadros (1985).
- Caminhos Encobertos, Marzinhos Descobertos, texto coletivo com música de Amélia Muge (1988).

## Festivais Nacionais e Internacionais
- Festival Internacional de Teatro de Setúbal, com a peça Angélica às Portas do Céu (1981).
- IV Jornadas de Teatro das Astúrias[8] (Espanha) com a peça El-Rei Dom Sebastião (1982).
- Festival Internacional de Teatro de Expressão Ibérica (FITEI) no Porto com a peça O Amor de Dom Perlimplim Amais Beliza em seu Jardim (1985).

## Publicações
- Movimento e Drama no Ensino Primário: Cenário Pedagógico[9] - Fundação Calouste Gulbenkian, (1983)
- Ludoteca um Espaço, um Tempo de Brincar[10] - Teatro Laboratório de Faro (1988).
- Manual de Psicopedagogia para os Formadores de Formadores: A Relação Eu-Eus (vol.1), A Relação Eu-Outros (vol.2) e a Relação Eu-Grupos (Vol. 3) – LivrExpressão, Faro (1997).
- Análise Transacional - Guia Prático para o Autoconhecimento[11] - Fim de Século, Lisboa (1999).
- Dinâmica de Grupos, 20 experiências Práticas para um Laboratório de Formação de Formadores – LivrExpressão, Faro (1995).
- Expressão e Educação Dramática[12] - Instituto de Inovação Educacional, Ministério da Educação (2001).
- Manual Português ComunicAtivo para Aprendentes Estrangeiros de Língua Portuguesa (2012).